# Taye Taiwo
Taye Ismaila Taiwo (Lagos, 16 april 1985) is een Nigeriaanse voormalig betaald voetballer die bij voorkeur in de verdediging speelt. In november 2004 debuteerde hij in het Nigeriaans voetbalelftal.
Via Lobi Stars in zijn geboorteland Nigeria trok Taiwo in 2004 richting Frankrijk om daar aan de slag te gaan bij Olympique Marseille. In zijn eerste seizoen kwam hij nauwelijks aan spelen toe. In 2005 nam Taiwo met Nigeria deel aan het WK onder 20. Hij maakte op dit toernooi twee doelpunten (tegen Marokko en tegen Oekraïne) en met Nigeria haalde Taiwo de finale. Daarin werd echter verloren van Argentinië met 2-1. Taiwo ontving de Bronzen Bal voor beste speler van het toernooi na Lionel Messi en zijn landgenoot John Obi Mikel.
Door zijn goede prestaties op het WK onder 20 kreeg Taiwo tijdens het seizoen 2005/2006 regelmatig een plaats in de hoofdmacht van Olympique. Hij werd vervolgens al snel opgeroepen voor het Nigeriaans voetbalelftal en maakte deel uit van de selectie tijdens de African Cup of Nations 2006. In de eerste door Nigeria gespeelde wedstrijd maakte Taiwo vlak voor tijd uit een vrije trap met een verwoestend schot het enige en daarmee winnende doelpunt tegen Ghana.
Reeds maakte AC Milan-coach Allegri bekend dat Taiwo vanaf het seizoen 2011-2012 bij AC Milan zal spelen. De speler kwam transfervrij over van Marseille nadat zijn contract afgelopen was. In januari 2012 werd hij door AC Milan verhuurd aan Dinamo Kiev en in 2013 aan Bursaspor. In zijn tweede seizoen kwam hij niet meer aan bod en op 27 april 2015 werd zijn contract ontbonden. In het seizoen 2015-2016 speelde hij voor HJK Helsinki. Na een halfjaar clubloos te zijn geweest, vond hij in januari 2017 onderdak bij FC Lausanne-Sport. Zijn verblijf in Zwitserland was echter van korte duur, want in de zomer van 2017 tekende Taiwo bij het Zweedse AFC Eskilstuna. In maart 2018 sloot hij aan bij het Finse RoPS.

## Erelijst
- Coupe de la Ligue: 2010 en 2011 (Olympique Marseille)
- Landskampioen Frankrijk: 2010 (Olympique Marseille)
- Trophée des Champions: 2010 (Olympique Marseille)
- UEFA Intertoto Cup: 2005 (Olympique Marseille)

## Clubstatistieken
| seizoen   | club                         | land                 | competitie     | duels | goals |
| --------- | ---------------------------- | -------------------- | -------------- | ----- | ----- |
| 2004/05   | Olympique Marseille          | Vlag van Frankrijk   | Ligue 1        | 4     | 0     |
| 2005/06   | Olympique Marseille          | Vlag van Frankrijk   | Ligue 1        | 30    | 1     |
| 2006/07   | Olympique Marseille          | Vlag van Frankrijk   | Ligue 1        | 38    | 3     |
| 2007/08   | Olympique Marseille          | Vlag van Frankrijk   | Ligue 1        | 28    | 3     |
| 2008/09   | Olympique Marseille          | Vlag van Frankrijk   | Ligue 1        | 35    | 3     |
| 2009/10   | Olympique Marseille          | Vlag van Frankrijk   | Ligue 1        | 27    | 3     |
| 2010/11   | Olympique Marseille          | Vlag van Frankrijk   | Ligue 1        | 30    | 4     |
| 2011/12   | AC Milan                     | Vlag van Italië      | Serie A        | 4     | 0     |
| 2011/12   | → Queens Park Rangers (huur) | Vlag van Engeland    | Premier League | 15    | 1     |
| 2012/13   | → FC Dynamo Kiev (huur)      | Vlag van Oekraïne    | Vysjtsja Liha  | 20    | 0     |
| 2013/14   | Bursaspor                    | Vlag van Turkije     | Süper Lig      | 27    | 2     |
| 2014/15   | Bursaspor                    | Vlag van Turkije     | Süper Lig      | 0     | 0     |
| 2015      | HJK Helsinki                 | Vlag van Finland     | Veikkausliiga  | 11    | 0     |
| 2016      | HJK Helsinki                 | Vlag van Finland     | Veikkausliiga  | 17    | 6     |
| 2016/2017 | FC Lausanne-Sport            | Vlag van Zwitserland | Super League   | 13    | 0     |
| 2017      | AFC Eskilstuna               | Vlag van Zweden      | Allsvenskan    | 9     | 0     |

|}
Bijgewerkt op 7-03-2018